# Karapaks żółwi
Karapaks (łac. carapax – pancerz) – twarda grzbietowa powłoka zewnętrzna ciała żółwi.
Grzbietowa część pancerza żółwia (wypukła część skorupy) składająca się z zewnętrznej warstwy rogowych tarczek, które leżą na warstwie płytek kostnych. Łączenia płytek kostnych wypadają na środku tarczek rogowych. Natomiast brzuszna część pancerza żółwi to plastron. Pancerz doskonale chroni zwierzę przed urazami zewnętrznymi, ale często ozdobny karapaks służy również do maskowania się zwierzęcia.
Karapaks u żółwi powstał z przekształcenia wyrostków ościstych kręgów i żeber, ale u niektórych gatunków następuje wtórny zanik pancerza. Takie żółwie okrywa gładka skóra, przykładem jest żółw skórzasty.
- Budowa karapaksu żółwi:
Tarczka karkowa (nuchal)
Tarczki kręgowe (central)
Tarczki żebrowe (costal)
Tarczki brzeżne (marginal)
Tarczki nadogonowe (supracaudal)

Budowa karapaksu żółwi: Tarczka karkowa (nuchal) Tarczki kręgowe (central) Tarczki żebrowe (costal) Tarczki brzeżne (marginal) Tarczki nadogonowe (supracaudal)
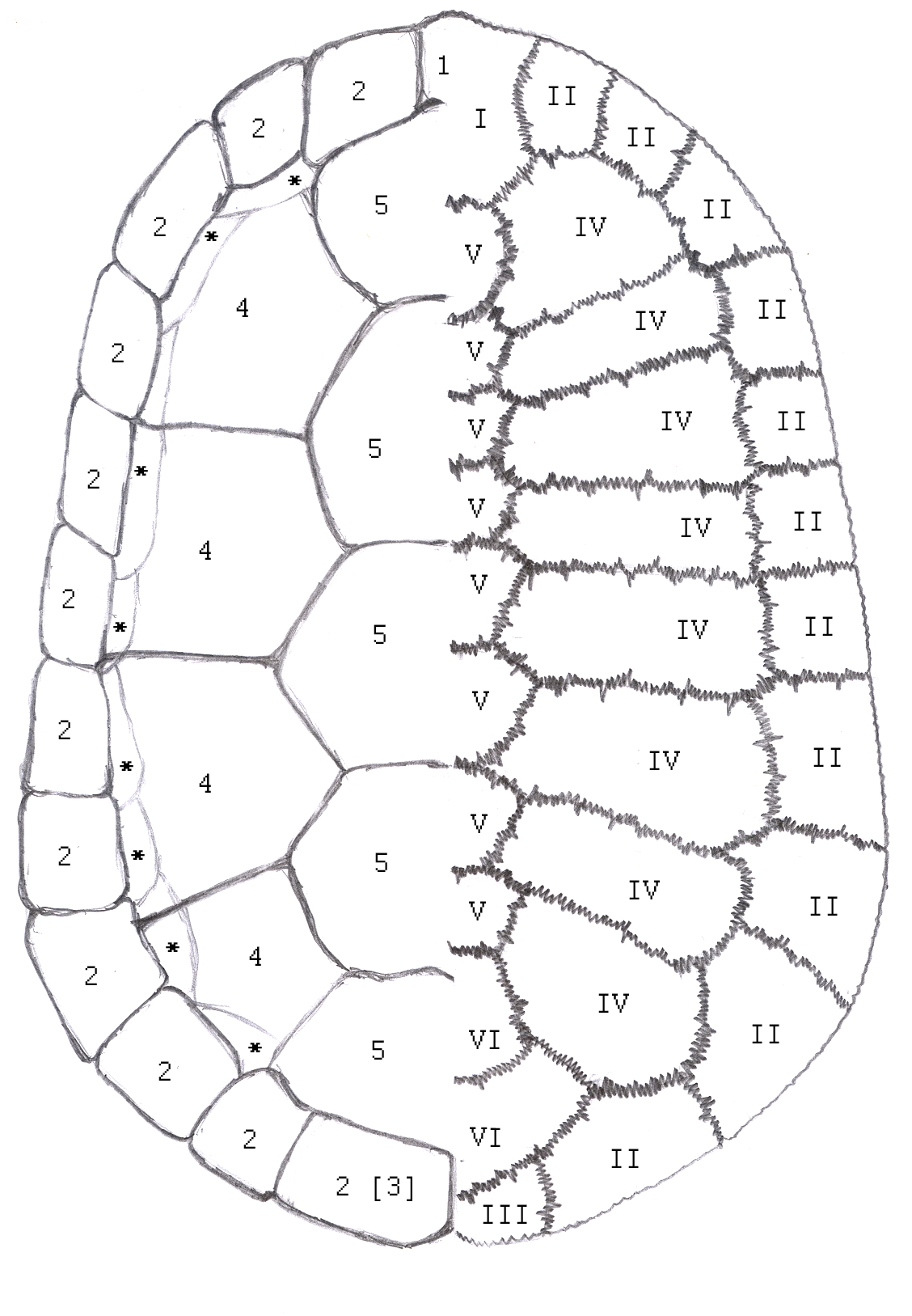
Rozkład tarczek rogowych względem płytek kostnych